# Necropoli (romanzo)
Necropoli è un libro di memorie di Boris Pahor, scrittore triestino di lingua slovena, che narra l'esperienza vissuta dall'autore nel campo di concentramento nazista di Natzweiler-Struthof.
È stato terminato dall'autore nel 1966 e pubblicato nel 1967. La prima traduzione in lingua italiana è stata pubblicata in Italia nel 1997 dal Consorzio Culturale del Monfalconese, che ne ha curato nel 2005 una seconda edizione con una revisione curata da Valerio Aiolli; lo stesso testo è stato proposto al pubblico italiano nel 2008 da Fazi Editore, con una prefazione di Claudio Magris.

## Contenuto
L'autore rievoca la sua esperienza nei campi di concentramento nel corso di una visita al campo francese di Natzweiler-Struthof, sui Vosgi. Mentre cammina tra le baracche e i turisti, riaffiorano, carichi di dolore e di commozione, i ricordi della fame e del freddo, delle umiliazioni e del dolore per quelli, la maggior parte, che non ce l'hanno fatta. L'ex deportato riflette su come sia possibile testimoniare pienamente, a chi non lo ha vissuto, l'orrore che non si riesce a spiegare e che rischia, per questo stesso, di diventare "indicibile". Lo si può tentare narrando i fatti con lucidità e senza sentimentalismo e mettendo l'accento sulla capacità di resistenza e di solidarietà dell'uomo.

## Critica
Enrico Bistazzoni scrive che il romanzo è una «testimonianza fedele, di alto valore documentaristico, drammaticamente emozionante, che colloca Necropoli tra la più alta letteratura sugli orrori del nazismo; resa però, se possibile, da un punto di osservazione più originale, in cui, accanto alla sofferenza, all’umiliazione, alla perdita di dignità umana, alla pena per chi, i più, non è sopravvissuto, trova posto la constatazione dell’altra parte dell’uomo, della sua generosità, della sua capacità di resistere, di cercare e recuperare, anche nell’esperienza più cupa, il significato e il valore dell’esistenza».
Per Claudio Magris «Necropoli è un ritratto a pieno campo e allo stesso tempo stringato – mai patetico – della vita (della non-vita, della morte) nel Lager. Un possente afflato umano coesiste con una nitida e fredda precisione, in una perfetta struttura narrativa che interseca il racconto del passato – della prigionia, rivissuta nel perenne presente dell'orrore – e il resoconto del presente [...]. Necropoli è un'opera magistrale [...] anche per la sua limpida sapienza strutturale, per l'intrecciarsi di tempi – verbali ed esistenziali – che intessono il racconto».

## Edizioni
- Boris Pahor, Necropoli, traduzione di Ezio Martin, collana Le strade, Fazi Editore, 2008,  p. 280, ISBN 978-88-8112-881-5.